# Бадалов Андрій Юрійович
Андрі́й Ю́рійович Бада́лов (рос. Андре́й Ю́рьевич Бада́лов; 17 вересня 1962 — 4 липня 2025) — російський інженер, державний та корпоративний управлінець, віце-президент ПАТ «Транснефть». Був одним із провідних фахівців у галузі цифрових технологій у держсекторі та паливно-енергетичному комплексі.

## Біографія
Бадалов народився 17 вересня 1962 року в Краснодарі. У 1984 році він з відзнакою закінчив Московський інженерно-фізичний інститут (МІФІ) за спеціальністю інженер-математик. Після кількох років роботи в приватному секторі, у 2013 році він очолив Науково-дослідний інститут «Восход».
З 2019 року до своєї смерті він був одним із віцепрезидентів «Транснафти».

## Смерть
4 липня 2025 року Бадалов загинув у віці 62 років внаслідок падіння з висоти зі своєї квартири на Рубльовському шосе в Москві. Попередньою причиною смерті було названо самогубство.